# Clavicula Salomonis Regis
El Clavicula Salomonis Regis, també conegut com a Lemegetó, és un tractat sobre els dimonis compilat al segle xvii per un autor anònim. Recull les tradicions dels grimoris medievals i renaixentistes. El seu nom significa "La petita clau de Salomó", ja que en ell es trobava la clau per accedir al món ocult dels diables. El suposat inspirador que li dona títol és Salomó d'Israel, rei a qui s'han atribuït diversos tractats esotèrics al llarg de la història. El tractat va esdevenir molt popular a França, Alemanya i Anglaterra.

## Estructura
L'obra està dividida en cinc llibres diferents. El primer, el més cèlebre, és l'Ars Goetia, que inclou un llistat de 72 dimonis amb títols jeràrquics que equivalen als càrrecs de la política europea: reis, marquesos, presidents, ducs, prínceps, comtes i cavallers. Cada dimoni s'associa també al seu planeta tutelar i se n'especifiquen els símbols bàsics. Aquest llibre va assolir molt èxit i es va publicar diverses vegades de manera independent al conjunt, sovint amb variants ortogràfiques que expliquen la confusió entre figures idèntiques en diferents llibres. Aquest llibre està basat en la Pseudomonarchia Daemonum de Johann Weyer, al seu torn també una compilació de reculls anteriors.
La segona part s'anomena Ars Theurgia Goetia i inclou rituals per invocar el dimoni i altres esperits. Fruit de diferents fonts, aquesta part contradiu de vegades la primera quant a noms i filiacions de diversos dimonis. La inspiració principal és l'obra Steganographia de Johannes Trithemius, inclosa a l'Index Librorum Prohibitorum per contenir l'afirmació que amb ella es podia viatjar de la Terra al cel sense morir.
El tercer llibre és Ars Paulina, que pren el seu nom de Pau de Tars, qui hauria transmès uns escrits esotèrics sobre les seves visions i comunicacions amb el cel. Barreja diverses fonts per establir una correspondència de 24 àngels amb les hores del dia. Aquests àngels han de protegir la persona que llança un conjur d'invocació d'un dimoni. També apareixen referències al zodíac i diversos símbols màgics.
Ars Almadel, la quarta part, circulava ja com a manuscrit independent i complementa parcialment l'anterior, perquè es detalla com contactar amb els àngels a través d'una tauleta de cera màgica (almadel) on es poden inscriure les pregàries i preguntes que se'ls dirigeixen. Existeixen còpies hebrees i àrabs del segle xv. El compilador afirma haver comprovat experimentalment l'èxit dels procediments descrits.
Per acabar, Ars Notoria és la part més antiga de la Clavicula Salomonis Regis i es basa en consells cap als mags i trucs mnemotècnics per aprendre conjurs, taules d'equivalències d'elements i una sèrie de pregàries. El seu origen medieval està provat per referències (amb aquest nom o Ars Nova) en llibres del segle xiii. Barreja simbologia cristiana amb altres passatges procedents de la càbala.